# Liste des sites classés et inscrits de la Vienne
Cet article recense les sites classés et inscrits dans la Vienne, en France.

## Listes

### Sites classés
Le tableau suivant recense les sites classés de la Vienne en 2023. La date correspond à celle du classement par arrêté ministériel.
| Site                                  | Commune(s)                         | Date              | Notes                                                     | Coordonnées                      | Photo |
| ------------------------------------- | ---------------------------------- | ----------------- | --------------------------------------------------------- | -------------------------------- | ----- |
| Vallée de l'Anglin                    | Angles-sur-l'Anglin                | 18 mars 1998      |                                                           | 46° 41′ 35″ nord, 0° 52′ 52″ est |       |
| Abbaye du Pin                         | Béruges                            | 13 septembre 1945 |                                                           | 46° 34′ 08″ nord, 0° 10′ 48″ est |       |
| Château de Béruges                    | Béruges                            | 13 septembre 1945 |                                                           | 46° 34′ 16″ nord, 0° 12′ 25″ est |       |
| Chateau de la Raudière                | Béruges                            | 13 septembre 1945 |                                                           | 46° 34′ 05″ nord, 0° 13′ 41″ est |       |
| Le Rocher                             | Béruges                            | 13 septembre 1945 |                                                           | 46° 33′ 58″ nord, 0° 12′ 22″ est |       |
| Tour de Guyenne                       | Béruges                            | 13 septembre 1945 | L'édifice est un monument historique inscrit depuis 1991. | 46° 34′ 08″ nord, 0° 12′ 14″ est |       |
| Grotte de la Norée                    | Biard                              | 30 avril 1934     |                                                           | 46° 34′ 26″ nord, 0° 18′ 11″ est |       |
| Vallée de la Vienne                   | Bonnes                             | 6 mai 2004        |                                                           | 46° 18′ 36″ nord, 0° 55′ 44″ est |       |
| Cimetière de Saint-Pierre-les-Églises | Chauvigny                          | 30 juillet 1934   |                                                           | 46° 33′ 14″ nord, 0° 38′ 06″ est |       |
| Place des Châteaux                    | Chauvigny                          | 17 août 1937      |                                                           | 46° 34′ 12″ nord, 0° 38′ 56″ est |       |
| Parc du château                       | Dissay                             | 14 décembre 1943  | Le château est un monument historique classé depuis 1989. | 46° 42′ 00″ nord, 0° 25′ 44″ est |       |
| Point de vue vers le château          | Dissay                             |                   |                                                           | 46° 41′ 49″ nord, 0° 25′ 41″ est |       |
| Vallée de la Gartempe                 | Jouhet, Lathus-Saint-Rémy, Pindray | 16 novembre 2005  |                                                           | 46° 37′ 34″ nord, 0° 35′ 53″ est |       |
| Vallée de la Gartempe, chêne protégé  | Lathus-Saint-Rémy                  | 16 novembre 2005  |                                                           | 46° 17′ 53″ nord, 0° 59′ 46″ est |       |
| Tilleul de Sully                      | Lizant                             |                   |                                                           | 46° 05′ 10″ nord, 0° 16′ 44″ est |       |
| Promenade de Blossac                  | Lusignan                           | 30 décembre 1935  |                                                           | 46° 26′ 13″ nord, 0° 07′ 41″ est |       |
| Chênes du pont de l'Âne               | Mouterre-Silly                     | 24 octobre 1944   |                                                           | 46° 14′ 10″ nord, 0° 45′ 32″ est |       |
| Parc de Blossac                       | Poitiers                           | 24 juin 1912      |                                                           | 46° 34′ 26″ nord, 0° 19′ 55″ est |       |
| Plateau des Dunes                     | Poitiers                           | 18 juin 1937      |                                                           | 46° 34′ 52″ nord, 0° 21′ 18″ est |       |
| Rochers du Porteau                    | Poitiers                           |                   |                                                           | 46° 36′ 00″ nord, 0° 20′ 20″ est |       |
| Sainte-Radegonde                      | Poitiers                           |                   |                                                           | 46° 34′ 48″ nord, 0° 21′ 07″ est |       |
| Vallée du Clain                       | Poitiers                           |                   |                                                           |                                  |       |

### Sites inscrits
Le tableau suivant recense les sites inscrits dans la Vienne.
| Site                                                        | Commune(s)                                               | Date              | Notes                                                                        | Coordonnées                                                       | Photo |
| ----------------------------------------------------------- | -------------------------------------------------------- | ----------------- | ---------------------------------------------------------------------------- | ----------------------------------------------------------------- | ----- |
| Site d'Angles-sur-l'Anglin                                  | Angles-sur-l'Anglin                                      | 18 mars 1998      |                                                                              | 46° 42′ 00″ nord, 0° 52′ 55″ est                                  |       |
| Vallée de l'Anglin - villages et hameaux proches            | Angles-sur-l'Anglin                                      | 18 mars 1998      | Sites de la vallée de l'Anglin qui ne sont pas inscrits dans le site classé. | 46° 41′ 35″ nord, 0° 53′ 06″ est                                  |       |
| Église et cimetière                                         | Asnois                                                   | 16 décembre 1942  |                                                                              | 46° 06′ 47″ nord, 0° 24′ 43″ est                                  |       |
| Abbaye du Pin                                               | Béruges                                                  | 13 septembre 1945 |                                                                              | 46° 34′ 08″ nord, 0° 10′ 48″ est                                  |       |
| Site de Jean-Moulin                                         | Béruges                                                  | 13 septembre 1945 |                                                                              | 46° 34′ 16″ nord, 0° 13′ 08″ est                                  |       |
| Prés et coteaux boisés de la Boivre                         | Béruges                                                  | 30 mai 1979       |                                                                              | 46° 34′ 01″ nord, 0° 12′ 04″ est                                  |       |
| Vallée de la Boivre                                         | Béruges, Boivre-la-Vallée                                | 21 mars 1996      |                                                                              | 46° 34′ 01″ nord, 0° 12′ 25″ est                                  |       |
| Vallée de la Vienne                                         | Bonnes                                                   | 15 septembre 1975 |                                                                              | 46° 36′ 32″ nord, 0° 36′ 11″ est                                  |       |
| Quartiers anciens                                           | Châtellerault                                            | 1er février 1977  |                                                                              | 46° 49′ 05″ nord, 0° 32′ 28″ est                                  |       |
| Ville basse                                                 | Chauvigny                                                | 2 mai 1968        |                                                                              | 46° 34′ 12″ nord, 0° 38′ 46″ est                                  |       |
| Île de Peigne-Vesce                                         | Civray                                                   |                   |                                                                              |                                                                   |       |
| Village                                                     | Curçay-sur-Dive                                          | 30 juin 1978      |                                                                              | 47° 00′ 47″ nord, 0° 03′ 25″ ouest                                |       |
| Douves du château                                           | Dissay                                                   | 14 décembre 1943  |                                                                              | 46° 42′ 00″ nord, 0° 25′ 41″ est                                  |       |
| Orme de la place de l'église                                | Dissay                                                   | 31 mai 1932       |                                                                              | 46° 42′ 00″ nord, 0° 25′ 52″ est                                  |       |
| Fontaine de la Gassouillette                                | Fontaine-le-Comte                                        | 19 octobre 1931   |                                                                              | 46° 32′ 10″ nord, 0° 16′ 41″ est                                  |       |
| Source de la Dive mirabelaise                               | La Grimaudière                                           | 4 juin 1934       |                                                                              | 46° 48′ 29″ nord, 0° 01′ 08″ est                                  |       |
| Grotte des Fées                                             | Jazeneuil                                                | 12 mars 1932      |                                                                              | 46° 28′ 12″ nord, 0° 04′ 37″ est                                  |       |
| Vallée de la Gartempe                                       | Jouhet, Lathus-Saint-Rémy, Leignes-sur-Fontaine, Pindray | 16 novembre 2005  |                                                                              | 46° 29′ 24″ nord, 0° 50′ 28″ est                                  |       |
| Allée de l'église et chênes verts au voisinage du cimetière | Ligugé                                                   | 14 mars 1932      |                                                                              | 46° 31′ 05″ nord, 0° 19′ 52″ est 46° 31′ 30″ nord, 0° 19′ 59″ est |       |
| Grotte Saint-Jean                                           | Ligugé                                                   |                   |                                                                              | 46° 32′ 02″ nord, 0° 19′ 30″ est                                  |       |
| Cirque de la Vonne                                          | Lusignan                                                 |                   |                                                                              | 46° 26′ 31″ nord, 0° 07′ 30″ est                                  |       |
| Fontaine du Puyrabier                                       | Magné                                                    | 20 avril 1983     |                                                                              | 46° 20′ 35″ nord, 0° 22′ 59″ est                                  |       |
| Quartier du Brouard                                         | Montmorillon                                             | 30 novembre 1943  |                                                                              | 46° 25′ 34″ nord, 0° 51′ 58″ est                                  |       |
| La Cassette - Vallée de la Boivre                           | Poitiers                                                 |                   |                                                                              | 46° 34′ 16″ nord, 0° 18′ 40″ est                                  |       |
| Douves                                                      | Poitiers                                                 | 14 décembre 1943  |                                                                              | 46° 34′ 30″ nord, 0° 19′ 44″ est                                  |       |
| Grotte à Calvin                                             | Poitiers                                                 | 2 juin 1932       |                                                                              | 46° 33′ 40″ nord, 0° 19′ 41″ est                                  |       |
| Place Sainte-Radegonde                                      | Poitiers                                                 | 16 avril 1934     |                                                                              | 46° 34′ 48″ nord, 0° 21′ 07″ est                                  |       |
| Plateau des Dunes                                           | Poitiers                                                 | 18 juin 1935      |                                                                              | 46° 34′ 48″ nord, 0° 21′ 18″ est                                  |       |
| Promenade des Cours                                         | Poitiers                                                 | 31 mai 1932       |                                                                              | 46° 34′ 23″ nord, 0° 20′ 28″ est                                  |       |
| Rive gauche du Clain                                        | Poitiers                                                 | 26 juillet 1937   |                                                                              | 46° 36′ 04″ nord, 0° 20′ 28″ est                                  |       |
| Rocher de Coligny                                           | Poitiers                                                 | 31 mai 1932       |                                                                              | 46° 34′ 55″ nord, 0° 21′ 18″ est                                  |       |
| Rochers du Porteau                                          | Poitiers                                                 | 26 avril 1932     |                                                                              | 46° 36′ 07″ nord, 0° 20′ 28″ est                                  |       |
| Sentier des Grandes Dunes                                   | Poitiers                                                 | 25 octobre 1937   |                                                                              | 46° 35′ 20″ nord, 0° 21′ 00″ est                                  |       |
| Square Maréchal-Foch                                        | Poitiers                                                 | 25 mai 1934       |                                                                              | 46° 34′ 37″ nord, 0° 20′ 31″ est                                  |       |
| Terrain de la Madeleine                                     | Poitiers                                                 | 7 décembre 1931   |                                                                              | 46° 34′ 19″ nord, 0° 19′ 41″ est                                  |       |
| Grotte de Passe Lourdin                                     | Saint-Benoît                                             | 31 mai 1932       |                                                                              | 46° 32′ 28″ nord, 0° 20′ 17″ est                                  |       |
| Roc qui boit à midi                                         | Saint-Benoît                                             | 3 juin 1932       |                                                                              | 46° 33′ 36″ nord, 0° 20′ 17″ est                                  |       |
| Grotte des Cottets                                          | Saint-Pierre-de-Maillé                                   | 19 mars 1934      |                                                                              | 46° 41′ 35″ nord, 0° 50′ 31″ est                                  |       |
| Rives de Gartempe                                           | Saint-Savin                                              | 21 février 1944   |                                                                              | 46° 33′ 47″ nord, 0° 51′ 58″ est                                  |       |
| Grottes du Chaffaud                                         | Savigné                                                  | 31 mai 1932       |                                                                              | 46° 09′ 32″ nord, 0° 20′ 38″ est                                  |       |
| Moulin des Âges                                             | Savigné                                                  | 27 avril 1942     |                                                                              | 46° 09′ 04″ nord, 0° 18′ 36″ est                                  |       |
| Château de Cercigny                                         | Vivonne                                                  | 23 octobre 1944   |                                                                              | 46° 23′ 56″ nord, 0° 14′ 49″ est                                  |       |